# Новореченский (Курская область)
Новореченский — хутор в Курском районе Курской области в составе Брежневского сельсовета. На 2021 год на хуторе улиц не числится.

## География
Площадь поселения 0.9 квадратных километров. Хутор расположен на реке Большая Курица, правом притоке Сейма, высота центра селения над уровнем моря — 190 м.
Климат
Новореченский, как и весь район, расположен в поясе умеренно континентального климата с тёплым летом и относительно тёплой зимой (Dfb в классификации Кёппена).
Часовой пояс
Хутор Новореченский, как и вся Курская область, находится в часовой зоне МСК (московское время). Смещение применяемого времени относительно UTC составляет +3:00.

## Население
| 2002 | 2010 |
| ---- | ---- |
| 16   | ↘14  |

## Инфраструктура
Личное подсобное хозяйство. В хуторе 18 домов.

## Транспорт
Новореченский находится в 5,5 км от автодороги федерального значения М2 «Крым» (часть европейского маршрута E 105), в 1 км от автодороги межмуниципального значения 38Н-182 (М-2 «Крым» – Верхняя Медведица – Разиньково), в 19 км от ближайшей ж/д станции Курск (линии: Орёл — Курск, Курск — 146 км и Льгов I — Курск).
В 138 км от аэропорта имени В. Г. Шухова (недалеко от Белгорода).